# 사라센의 칼
《사라센의 칼》은 2021년에 개봉한 대한민국의 영화이다.

## 캐스팅
- 신지수 : 윤아 역
- 검비르 : 알란 역
- 박명신 : 윤아 모 역
- 김필 : 사장 역
- 박성택 : 김 반장 역
- 최대성 : 신문사 국장 역
- 성화연 : 은지 역
- 박하은 : 어린 윤아 역
- 김하늘 : 근로자 1 역
- 차준명 : 근로자 2 역

## 같이 보기
- 2021년 대한민국의 영화 목록